# 소백산
소백산(小白山)은 대한민국 경상북도 영주시와 충청북도 단양군에 걸쳐 있는 편마암 산으로 일찍부터 태백산과 함께 신령시 되어 온 산이다. 삼재(화재 수재 풍재)가 들지 않은 산이라 하여 풍수의 명당으로 꼽혀 조선시대 병란과 기근을 피할 수 있는 십승지지(十勝之地)의 하나로 거론되기도 했다. 1987년에 대한민국의 국립공원으로 지정되었다. 2007년 IUCN 국립공원(Ⅱ)으로 인증되었다.

## 지리
소백산은 백두대간에 속하는 산이다. 소백산의 비로봉, 연화봉 등을 지나는 주능선은 백두대간을 따라 형성되어 있다. 충청북도 단양군과 경상북도 영주시 및 봉화군에 걸쳐 있는 소백산국립공원은 1987년 12월 14일 건설부 고시 제645호를 통해 18번째 대한민국의 국립공원으로 지정되었다. 전체 면적은 322.011km2로 경상북도 지역에 168.407km2, 충청북도 지역에 153.604km2가 분포되어 있다.

### 지질
소백산 일대의 지질은 선캄브리아기의 흑운모 화강암질 편마암, 미그마타이트(혼성암)질 편마암, 반상 변정질 편마암 등으로 구성된다. 흑운모 화강암질 편마암의 전암 및 장석과 포획암에 대한 Pb-Pb 연대는 고원생대인 2.16±0.15 Ga의 관입시기를 지시한다.

### 동물·식물
소백산의 깃대종에는 여우와 모데미풀이 있다.
소백산의 주봉인 비로봉의 주변에는 초지와 주목 군락이 형성되어 있다. 또한, 소백산의 상부 지역에는 왜솜다리가 서식하고 있다.

### 봉우리
위의 사진은 비로봉에서 연화봉 방면을 바라본 것이다.
- 비로봉(1,439m)
- 국망봉(1,421m)
- 제1연화봉(1,394m)
- 신선봉(1,389m)
- 연화봉(1,383m)
- 제2연화봉(1,357m)
- 도솔봉(1,314m)
- 형제봉(1,177m)
- 묘적봉(1,148m)

### 폭포
- 희방폭포
- 비로폭포

### 계곡
- 죽계계곡
- 희방계곡
- 천동계곡

## 탐방 코스

### 초암사 코스
- 초암공원/지킴터 - 초암사 - 봉두암 - 국망봉
- 거리 : 7.3km
- 소요 시간 : 3시간 10분

### 삼가동 코스
- 삼가탐방지원센터 - 비로사 - 달밭골 입구 - 양반바위 - 비로봉
- 거리 : 5.7km
- 소요 시간 : 3시간

### 희방사 코스
- 희방탐방지원센터 - 희방사 - 깔딱고개 정상 - 연화봉
- 거리 : 4.4km
- 소요 시간 : 2시간 20분

### 죽령 코스

연화봉 파노라마

- 죽방탐방지원센터 - 제2연화봉 - 연화봉
- 거리 : 7km
- 소요 시간 : 2시간 40분

### 어의곡 코스
- 어의곡탐방지원센터 - 어의곡삼거리 - 비로봉
- 거리 : 4.6km
- 소요 시간 : 2시간 30분

### 천동계곡 코스
- 천동탐방지원센터 - 천동쉼터 - 천동삼거리 - 비로봉
- 거리 : 6.8km
- 소요 시간 : 3시간

### 도솔봉 코스

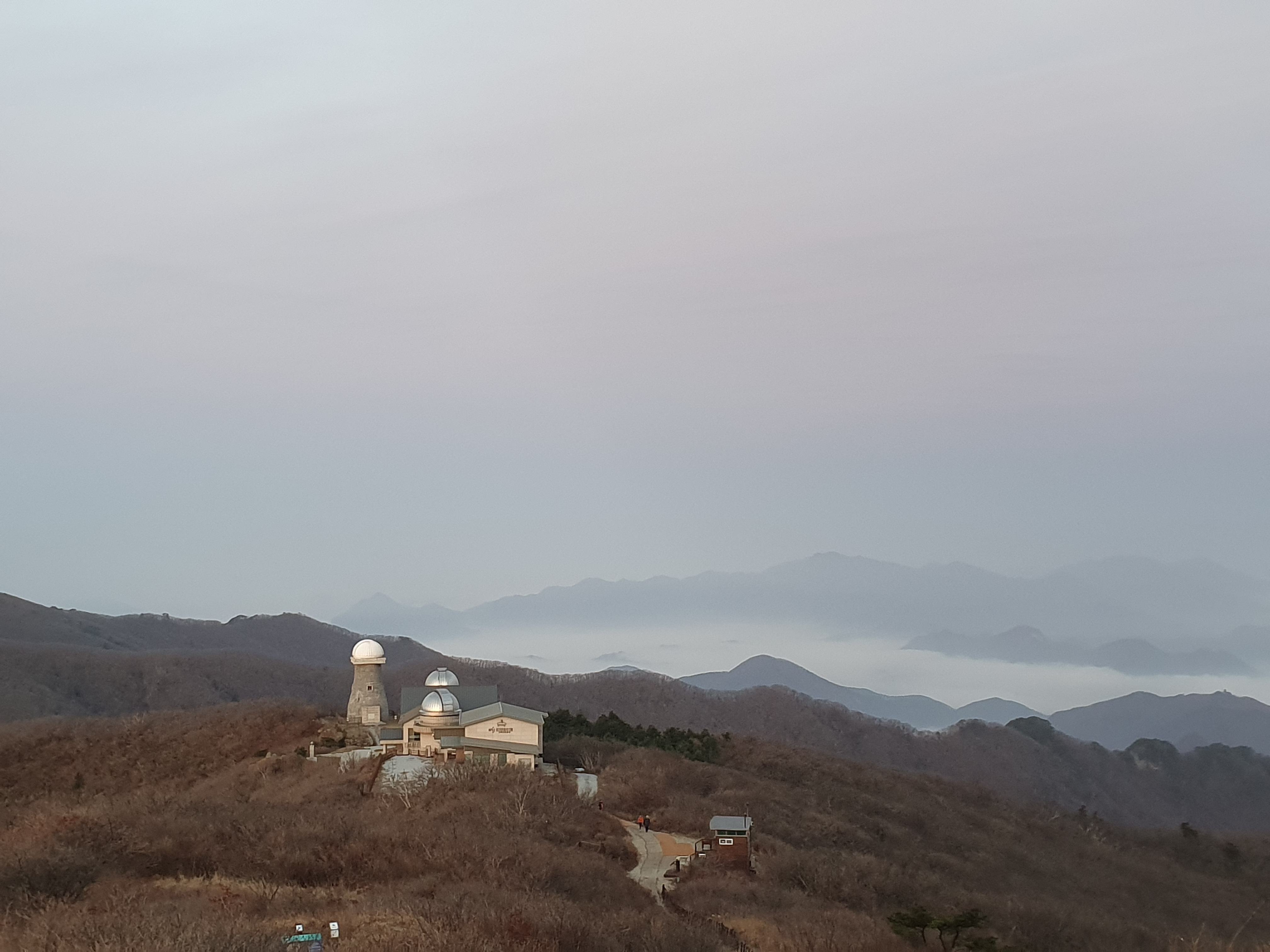
한국천문연구원 소백산천문대의 아침

- 묘적령 - 묘적봉 - 도솔봉 - 죽령
- 한국천문연구원 소백산천문대의 아침거리 : 9.9km
- 소요 시간 : 5시간

## 사진

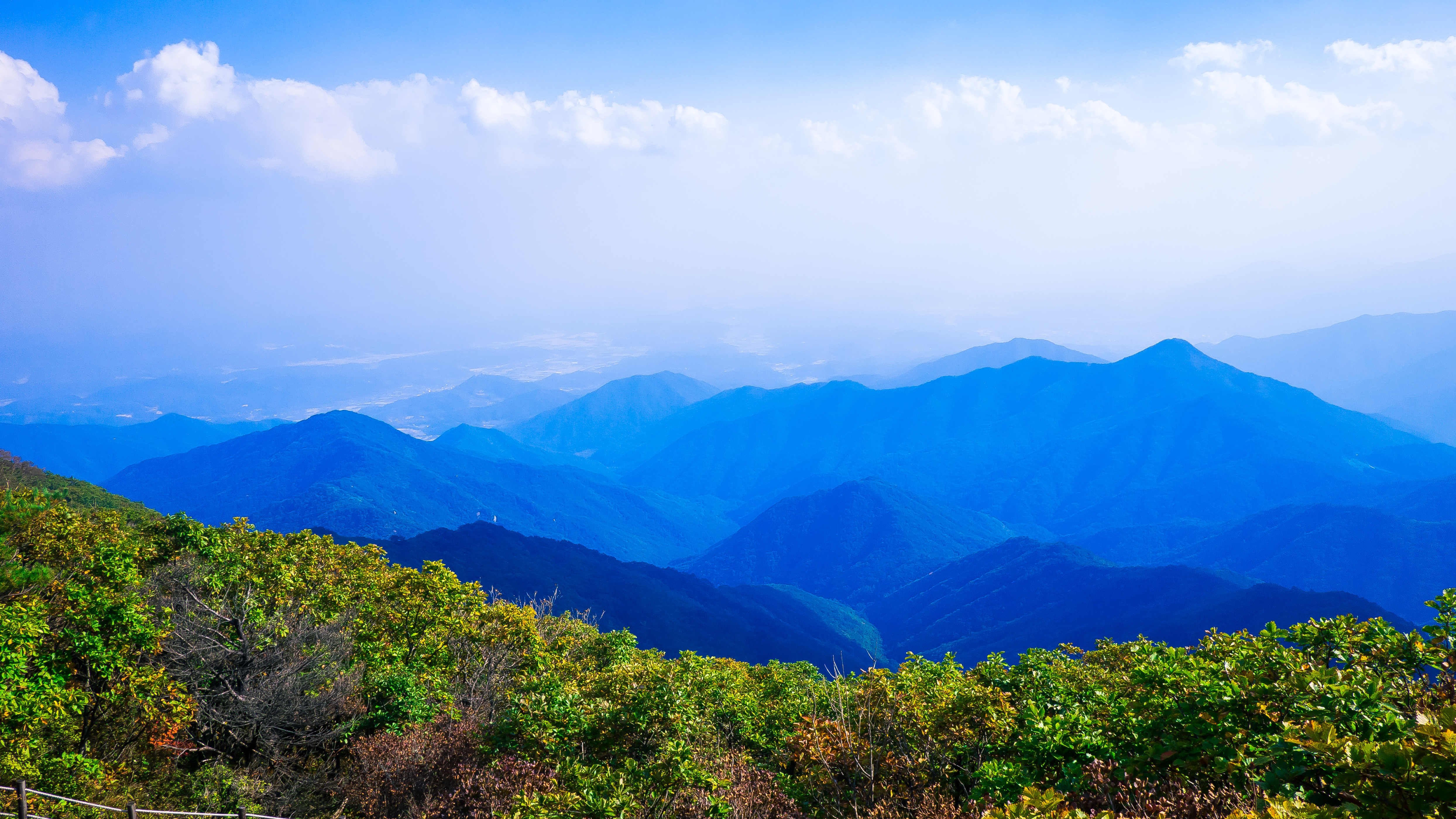
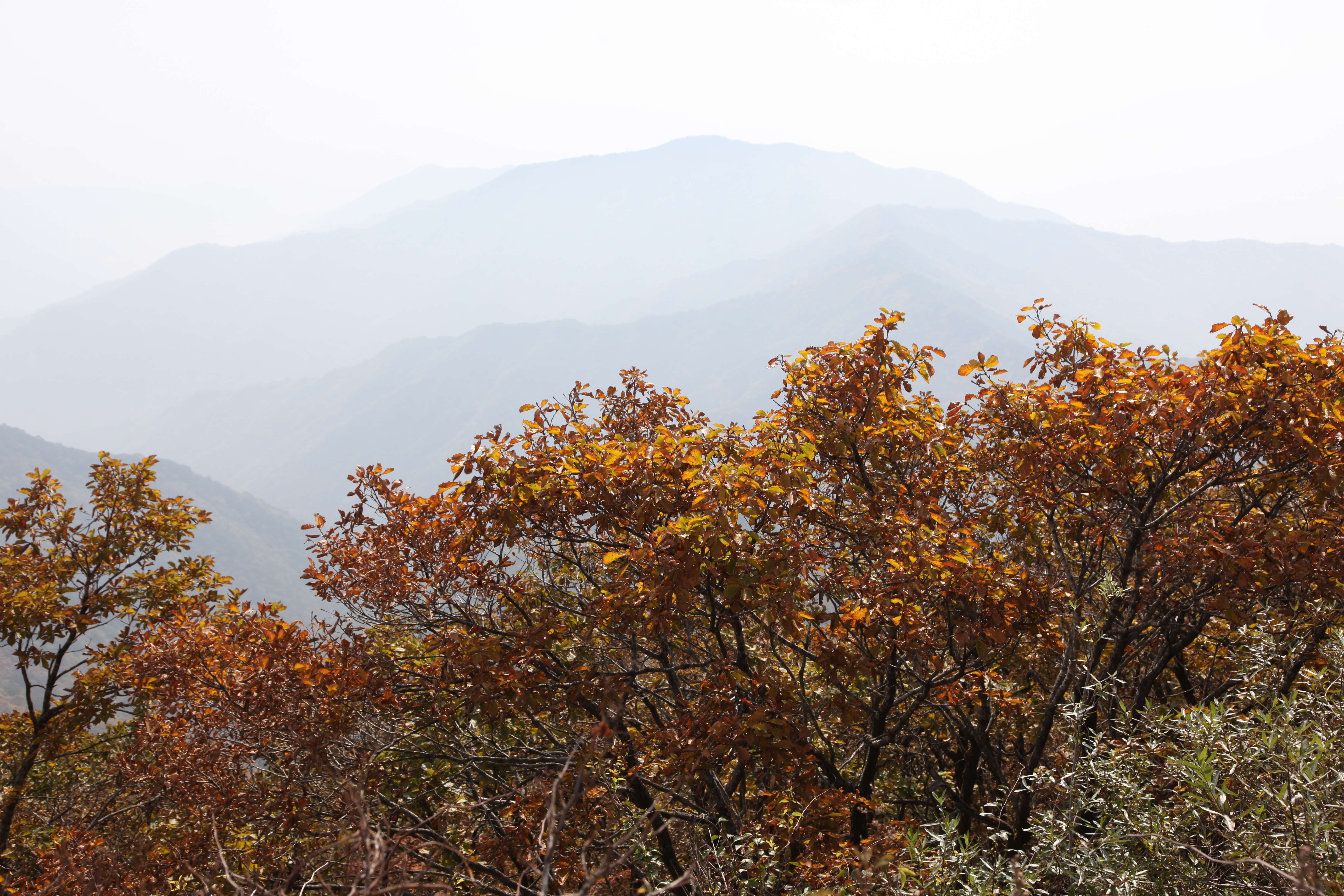
2011년 가을의 소백산
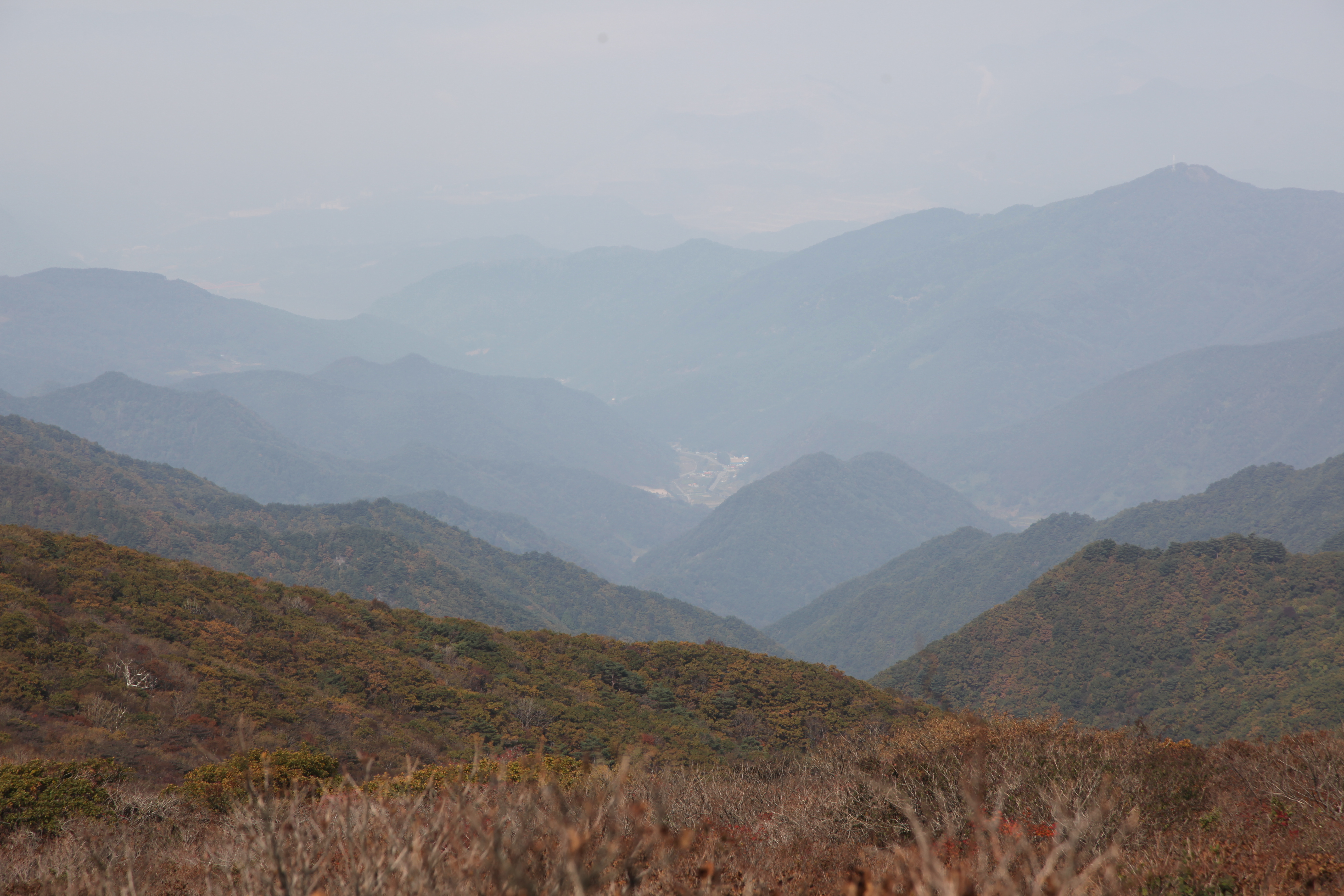
2011년 가을의 소백산
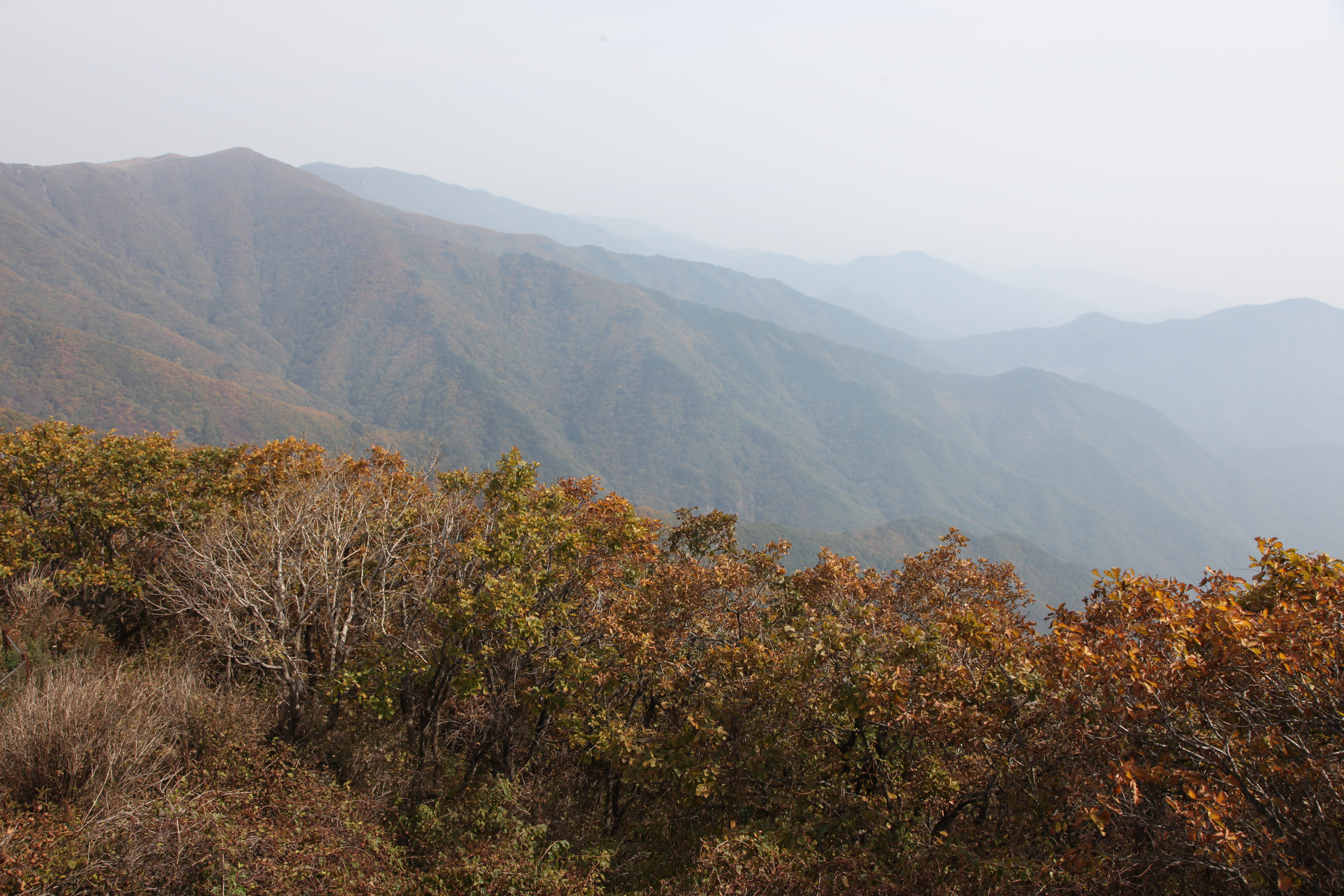
2011년 가을의 소백산
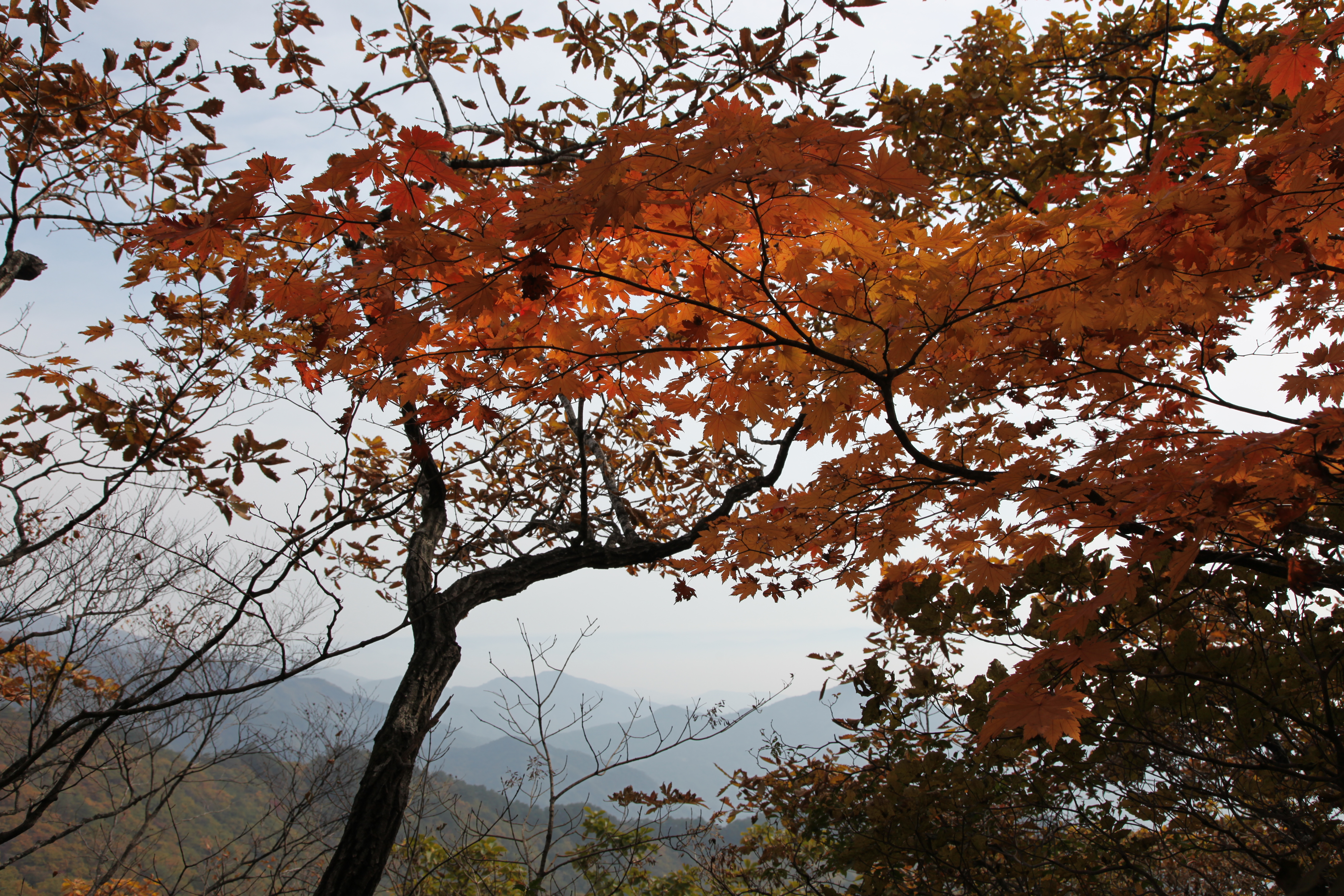
2011년 가을의 소백산
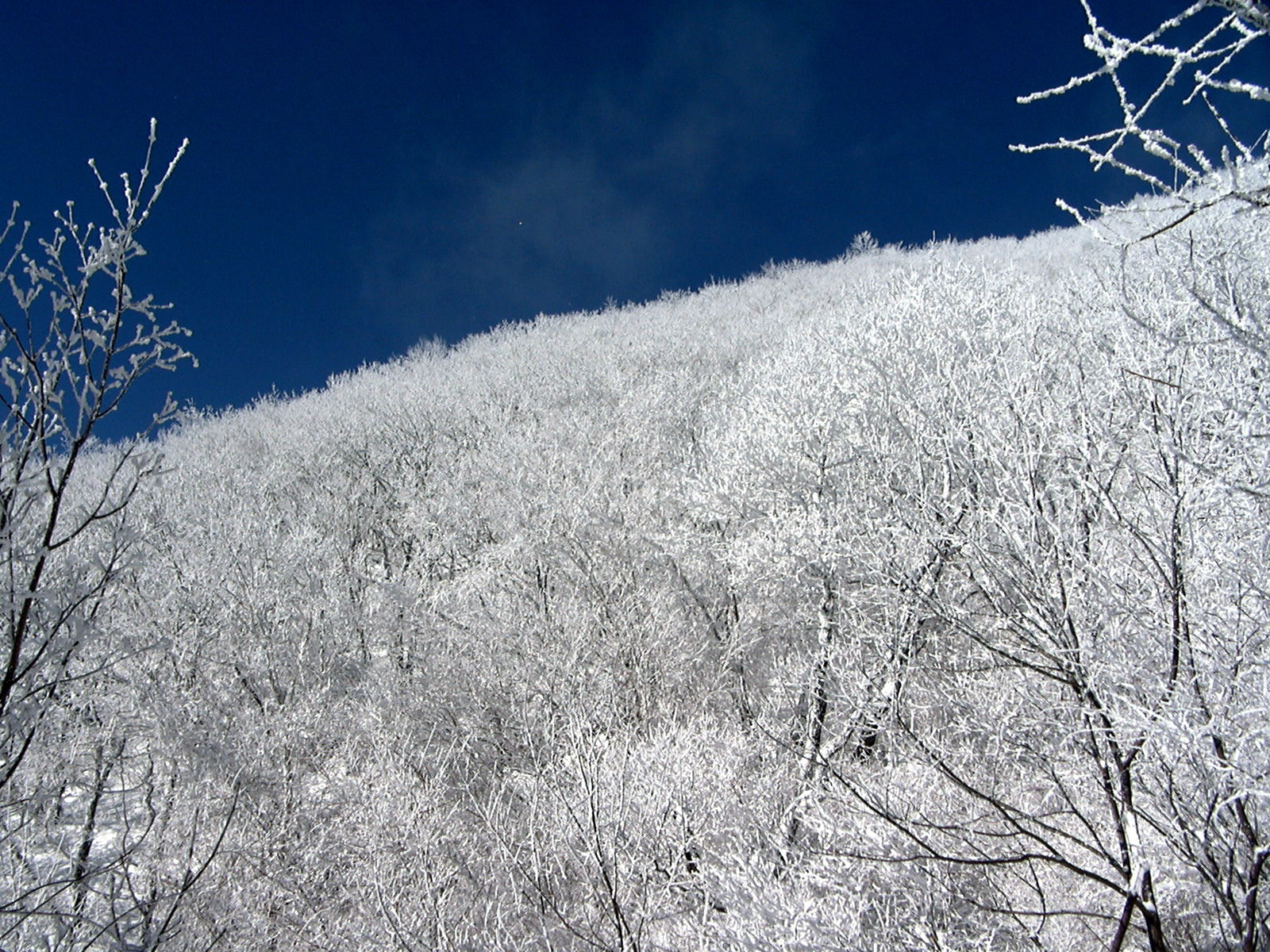
2003년 1월의 소백산

## 같이 보기
- 한국의 산
- 소백산의 주목군락
- 단양군의 지질
- 영주시의 지질